# Miami Americans
O Miami Americans foi um clube de futebol americano com sede em Miami, Flórida, que era membro da American Soccer League. A equipe existiu apenas durante a temporada de 1980 e jogou em casa no Tropical Park Stadium.

## História
No final de 1979, Joseph Raymond vendeu os New Jersey Americans para uma empresa com sede em Londres. Os novos donos da equipe mudaram o time para Miami e liberou a maioria dos jogadores e equipe. No inverno de 1979-1980, a equipe contratou Ron Newman em um contrato de cinco anos por $ 200.000 por ano.  Em 20 de junho, Newman renunciou para se tornar treinador do San Diego Sockers da primeira divisão da North American Soccer League . Quando ele deixou os Americans, convenceu Manu Sanon a se mudar com ele. Cinco dias depois, a empresa londrina vendeu a equipe para Stan Noah e Archie Oliver. A equipe terminou a temporada e desistiu logo depois.